# Scaevola oxyclona
Scaevola oxyclona är en tvåhjärtbladig växtart som beskrevs av Ferdinand von Mueller. Scaevola oxyclona ingår i släktet Scaevola och familjen Goodeniaceae. Inga underarter finns listade i Catalogue of Life.